# Fairbanks
Fairbanks (/ˈfɛərbæŋks/) é uma cidade localizada no estado americano do Alasca, no Distrito de Fairbanks North Star.
É a maior cidade do interior do estado e a segunda maior de todo o Alasca, atrás apenas de Anchorage. Também é a principal cidade da Área Metropolitana Estatística de Fairbanks, Alasca, que abrange todo o condado  de Fairbanks North Star e é a área metropolitana estatística mais setentrional dos Estados Unidos.
Segundo o censo nacional de 2010, a população da cidade é de 31 535 habitantes e a sua área metropolitana possui 9 970 habitantes. A cidade possui 13 056 residências, que resulta em uma densidade de 159,07 residências/km².
É sede da Universidade do Alasca - Fairbanks, a mais antiga do estado.

## História
O capitão E. T. Barnette fundou Fairbanks em agosto de 1901, enquanto tentava criar um ponto comercial em Tanacross (onde o rio Tanana atravessava a trilha Valdez-Eagle). O barco em que Benette e os jovens Lavelle estavam encalhou 11 km após o rio Chena, e a fumaça do motor atraiu alguns garimpeiros. Eles encontraram o capitão onde ele desembarcou. Os garimpeiros convenceram Benette a estabelecer seu ponto comercial lá. A cidade recebeu seu nome em homenagem a Charles W. Fairbanks, um senador republicado de Indiana e, mais tarde, o 26º vice-presidente dos Estados Unidos, que trabalhou no segundo mandato de Theodore Roosevelt.
O Vale do Tanana é um importante centro agrícola do Alasca e, durante os primeiros dias de Fairbanks, a cidade foi uma grande produtora de produtos agrícolas na região. Apesar dos eforços feitos pela Liga dos fiéis do Alaska, da Associação da Agricultura do Vale do Tanana e de William Fentress Thompson, editor e responsável pelo jornal Fairbanks Daily News-Miner, para encorajar a produção de alimentos na cidade, a área nunca foi capaz de suprir completamente a população, embora tenha chegado perto na década de 1920.
Em 14 de agosto de 1967, após uma precipitação recorde sem precedentes, o rio Chena começou a subir ao longo de sua margem, inundando quase a cidade inteira da noite para o dia. Os resultados deste desastre levaram inevitavelmente a criação do Projeto de Controle de Inundações dos Rios e Lagos Chena (Chena River Lakes Flood Control Project em inglês), que construiu e opera a barragem Moser Creek, que possui 13 km de extensão e 15 metros de altura, designada para prevenir a repetição do desastre da enchence de 1967, desviando a água do rio Chena e depositando-a no rio Tanana, contornando a cidade.

## Demografia
Segundo o Censo de 2000, havia 30 244 habitantes, 11 075 residências e 7 187 famílias vivendo na cidade. A densidade populacional era de 366 habitantes por km². Havia 1 357 unidades habitacionais com uma densidade média de 150 por km². A composição étnica da cidade era 66,67% brancos, 13,10% negros ou afro-americanos, 9,91% nativos americanos, 2,72% asiáticos, 0,54% pessoas das ilhas do Pacífico, 2,45% de outras origens e 6,57% de duas ou mais origens raciais. 6,13% da população era latina ou hispânica de qualquer origem.
Entre as 11 075 residências, 39,9% tinham crianças com menos de 18 anos, 47,2% era composta por um casal vivendo juntos, 12,6% tinham uma mulher como chefe de família sem um marido presente e 35,1% eram não-famílias. 27,4% de todas as residências eram habitadas por pessoas que viviam sozinhas e 6% eram compostas por uma pessoa de 65 anos ou mais que vivia sozinha. O tamanho médio das casas era 2.56 e o tamanho médio das famílias era 3.15.
A idade média da população era de 28 anos, com 29,4% das pessoas com 18 anos ou menos, 14,7% entre 18 e 24 anos, 32,8% entre 25 e 44, 16,4% entre 45 e 64, e 6,6% de pessoas com 65 anos ou mais. Para cada 100 mulheres havia 105,3 homens. Para cada 100 mulheres acima de 18 anos havia 108,2 homens.
O rendimento médio de uma residência na cidade era de US$ 40 577 por ano, e o rendimento médio por família era de US$ 46 785 anuais. Homens recebiam em média US$ 30 539 anualmente e mulheres recebiam US$ 26 577 por ano. O rendimento per capita em Fairbanks era de US$ 19 814. Cerca de 7,4% das famílias e 10,5% da população estava abaixo da linha de pobreza, incluindo 11,6% daqueles com menos de 18 anos e 7% das pessoas com 65 anos ou mais.